# Paradisbakkerne
Paradisbakkerne er et privatejet skov- og naturområde på Bornholm. Det udgør den østlige ende af det samlede skovområde (i alt ca. 6.200 ha), der dækker det meste af det centrale Bornholm. Hele området var tidligere højlyng, men er siden begyndelsen af 1800-tallet løbende blevet tilplantet med skov. I dag findes kun mindre arealer tilbage som højlyng, fx Årsdale Ret, der ligger midt i Paradisbakkerne. 
Paradisbakkerne indeholder et vidt forgrenet net af vandrestier (kun farbare til fods). Skoven er generelt meget varieret, og indeholder en rig flora og fauna, herunder en række sjældne padder og krybdyr. Navnet Paradisbakkerne er en afsmitning af Helvedesbakkerne (falsk etymologi for Helletsbakkerne). De mange sprækkedale i retningen nord-syd er med til at give hele området en bakket karakter. Sprækkedalene er ikke alene om at gøre området geologisk spændende, der findes også en lang række vidnesbyrd om den sidste istid (vandreblokke, skurestriber mv).
Paradisbakkerne har også en lang kulturhistorie, hvilket de talrige særegne stednavne med tilhørende sagn og historier vidner om (fx Slingestenen, Linkisten, Ligstenen, Dybedal, Ravnedal, Majdal, Gamle dam, m.m.fl.). Mange af historierne stammer fra dengang området var højlyng og primært blev brugt til græsning og lyngslåning. Der findes bl.a. flere pilte (stenbunker), der tidligere fungerede som vejvisere, og som var synlige på lang afstand. De fleste af dem er i dag omgivet af skov.
Det er tilladt at færdes til fods på veje og stier fra solopgang til solnedgang jfr. Naturbeskyttelsesloven. Desuden gennemskæres Paradisbakkerne (i øst-vest gående retning) af Lindsvej, der er en del af det net af cykelveje, der dækker hele Bornholm. Der findes også en velafmærket ridesti der slynger sig hele vejen rundt langs yderkanten af Paradisbakkerne.
Paradisbakkerne er en del af Natura 2000-område 186 Almindingen, Ølene og Paradisbakkerne.